# Earl of Stair

Wappen des Earls of Stair

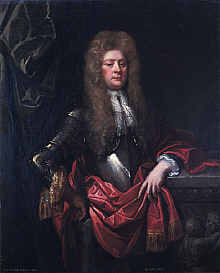
John Dalrymple, 1. Earl of Stair

Earl of Stair ist ein erblicher britischer Adelstitel in der Peerage of Scotland.
Heutiger Familiensitz der Earls ist Lochinch Castle bei Stranraer in Wigtownshire. Historischer Stammsitz war Stair House in Stair in East Ayrshire.

## Verleihung und nachgeordnete Titel
Der Titel wurde am 8. April 1703 an den vormaligen Secretary of State for Scotland John Dalrymple, 2. Viscount of Stair, verliehen. Zusammen mit der Earlswürde wurden ihm die nachgeordneten Titel Viscount of Dalrymple und Lord Newliston, Glenluce and Stranraer verliehen. Die Verleihung dieser drei Titel erfolgte mit dem besonderen Zusatz, dass sie in Ermangelung eigener männlicher Nachkommen auch an seine Brüder und deren männliche Nachkommen vererbbar sei. Bereits 1695 hatte er die am 21. April 1690 für seinen Vater geschaffenen Titel Viscount of Stair und Lord Glenluce and Stranraer geerbt sowie den diesem am 2. Juni 1664 verliehenen Titel Baronet, of Stair in the County of Ayr. Alle genannten Titel gehören zur Peerage of Scotland, mit Ausnahme der Baronetcy, die zur Baronetage of Nova Scotia gehört.
Bevor der spätere 8. Earl 1840 von seinem kinderlosen Onkel fünften Grades, dem 7. Earl, die Titel erbte, hatte er bereits von seinem Vater den Titel 5. Baronet, of Killoch, geerbt, der am 28. April 1698 in der Baronetage of Nova Scotia für dessen Urgroßvater, einen Bruder des 1. Earl of Stair, geschaffenen worden war. Diesem 8. Earl wurde am 16. August 1841 auch der Titel Baron Oxenfoord, of Cousland in the County of Edinburgh, verliehen, der seither als nachgeordneter Titel des Earl geführt wird. Dieser Titel gehört zur Peerage of the United Kingdom und war im Gegensatz zu seinen schottischen Titeln unmittelbar mit einem Sitz im House of Lords verbunden. Der Titel bezieht sich auf den damaligen Wohnsitz des 8. Earls, Oxenfoord Castle bei Pathhead in Midlothian, und wurde mit dem besonderen Zusatz verliehen, dass er in Ermangelung männlicher Nachkommen auch an den Bruder des 8. Earls und dessen männliche Nachkommen vererbbar sei.

## Weitere Titel
Der 4. Earl of Stair hatte 1742 von seiner Mutter den auch in weiblicher Linie vererbbaren Titel Earl of Dumfries geerbt. Da sein Sohn vor ihm starb, fiel dieser Titel bei seinem Tod 1769 an eine andere Linie der Familie als das Earldom Stair und wird heute vom Marquess of Bute als nachgeordneter Titel geführt.

## Liste der Viscounts und Earls of Stair

### Viscounts of Stair (1690)
- James Dalrymple, 1. Viscount of Stair (1619–1695)
- John Dalrymple, 2. Viscount of Stair (1648–1707) (1703 zum Earl of Stair erhoben)

### Earls of Stair (1703)
- John Dalrymple, 1. Earl of Stair (1648–1707)
- John Dalrymple, 2. Earl of Stair (1673–1747)
- James Dalrymple, 3. Earl of Stair († 1760)
- William Dalrymple-Crichton, 5. Earl of Dumfries, 4. Earl of Stair (1699–1769)
- John Dalrymple, 5. Earl of Stair (1720–1789)
- John Dalrymple, 6. Earl of Stair (1749–1821)
- John Dalrymple, 7. Earl of Stair (1784–1840)
- John Dalrymple, 8. Earl of Stair (1771–1853)
- North Dalrymple, 9. Earl of Stair (1776–1864)
- John Dalrymple, 10. Earl of Stair (1819–1903)
- John Dalrymple, 11. Earl of Stair (1848–1914)
- John Dalrymple, 12. Earl of Stair (1879–1961)
- John Dalrymple, 13. Earl of Stair (1906–1996)
- John Dalrymple, 14. Earl of Stair (* 1961)

Titelerbe (heir apparent) ist der Sohn des aktuellen Titelinhabers John Dalrymple, Viscount Dalrymple (* 2008).